# Чемпионат Европы по академической гребле 1968
Чемпионат Европы по академической гребле 1968 года прошёл с 15 по 18 сентября на озере Лангер-Зе в пригороде Берлина Грюнау (ГДР). В нём приняли участие 39 женских экипажей из 15 стран, которые разыграли награды в 5 дисциплинах. Чемпионат Европы по академической гребле среди мужчин в этом году не проводился, в октябре они соревновались на Олимпийских играх в Мехико.

## Медалисты
| Дисциплина | Золото | Золото  | Серебро | Серебро | Бронза | Бронза  |
| ---------- | --- | ------- | --- | ------- | --- | ------- |
| W1x        | ГДР · Анита Кульке | 4:00,79 | Франция · Рене Камю | 4:01,46 | Австрия · Ренате Сика | 4:04,85 |
| W2x        | ГДР · Гизела Ягер · Рита Шмидт | 3:47,13 | Нидерланды · Трюс Бауэр · Тос ван дер Энде | 3:47,62 | СССР · Евгения Власова · Татьяна Маркво | 3:50,80 |
| W4x+       | Румыния · Иоана Тудоран · Митана Ботез · Мария Хубля · Иляна Немет · Штефания Борисов (р)                                                                       | 3:31,07 | ГДР · Дагмар Хольст · Ингелоре Кремц · Инге Шнайдер · Инге Бартлог · Карин Баушке (р)                                                                                 | 3:33,30 | СССР · Наталья Туркина · София Груцова · Александра Бочарова · Антонина Марискина · Тамара Гронь (р)                                                                             | 3:33,42 |
| W4+        | СССР · Нина Быстрова · Нина Буракова · Нина Абрамова · Надежда Николаева · Ольга Благовещенская (р)                                                             | 3:39,85 | Румыния · Дойна Бэлаша · Луминица Олтяну · Вьорика Линкару · Стела Тудор · Штефания Борисов (р)                                                                       | 3:41,29 | ГДР · Марита Берндт · Ханна Миттер · Барбара Беренд · Кристине Турба · Ульрике Шкрбек (р)                                                                                        | 3:42,03 |
| W8+        | ГДР · Марлис Вегенер · Ренате Шлензиг · Ренате Зайфарт · Габриэле Кельм · Урсула Панкратц · Роземари Шмидтке · Ренате Бёслер · Ренате Вебер · Гудрун Апельт (р) | 3:15,62 | Румыния · Дойна Бэлаша · Луминица Олтяну · Вьорика Линкару · Стела Тудор · Марьоара Сынгьорзан · Марина Мочоакэ · Вьорика Крецу · Дойна Бардаш · Штефания Борисов (р) | 3:21,06 | Нидерланды · Йоханна Кайк · Санне тен Кате · Мике ван Исел Смитс · Эллен Геритс · Мартина Смитс · Дорит Ван Хорне · Анне ван ден Берг · Эллен ван Экелен · Марейке Крайенхоф (р) | 3:23,95 |

## Командный зачёт
| Место | Страна     | Золото | Серебро | Бронза | Всего |
| ----- | ---------- | ------ | ------- | ------ | ----- |
| 1     | ГДР        | 3      | 1       | 1      | 5     |
| 2     | Румыния    | 1      | 2       | 0      | 3     |
| 3     | СССР       | 1      | 0       | 2      | 3     |
| 4     | Нидерланды | 0      | 1       | 1      | 2     |
| 5     | Франция    | 0      | 1       | 0      | 1     |
| 6     | Австрия    | 0      | 0       | 1      | 1     |
| Всего | Всего      | 5      | 5       | 5      | 15    |

 Страна — хозяйка соревнований

## Примечание
1. ↑  1967 AND 1968 WOMEN’S EUROPEAN ROWING CHAMPIONSHIPS (англ.). Дата обращения: 7 июня 2020. Архивировано 7 июня 2020 года.
2. ↑  Heckert, Karlheinz. Rudern – Europameisterschaften (Damen – Einer) (нем.). sport-komplett.de. Дата обращения: 3 февраля 2018. Архивировано 5 мая 2021 года.
3. ↑  Heckert, Karlheinz. Rudern – Europameisterschaften (Damen – Doppelzweier) (нем.). sport-komplett.de. Дата обращения: 3 февраля 2018. Архивировано 24 сентября 2015 года.
4. ↑  Heckert, Karlheinz. Rudern – Europameisterschaften (Damen – Doppelvierer m.Stfr.) (нем.). sport-komplett.de. Дата обращения: 3 февраля 2018. Архивировано 24 сентября 2015 года.
5. ↑  Heckert, Karlheinz. Rudern – Europameisterschaften (Damen – Vierer m.Stfr.) (нем.). sport-komplett.de. Дата обращения: 3 февраля 2018. Архивировано 21 января 2023 года.
6. ↑  Heckert, Karlheinz. Rudern – Europameisterschaften (Damen – Achter) (нем.). sport-komplett.de. Дата обращения: 3 февраля 2018. Архивировано 2 октября 2018 года.